# Dom Naukowca we Wrocławiu
Dom Naukowca – budynek mieszkalno-usługowy przy placu Grunwaldzkim 15/21 we Wrocławiu. Czasem również nazywany Domem Profesorów.

## Historia
Dom Naukowca jest pierwszym wieżowcem wybudowanym po roku 1945 we Wrocławiu, jego budowa była kolejnym etapem zagospodarowywania, zniszczonej całkowicie w roku 1945, przestrzeni placu Grunwaldzkiego. Zgodnie ze swoją nazwą mieszkania w tym budynku były przeznaczone dla pracowników naukowych Politechniki Wrocławskiej, na parterze natomiast urządzono sklepy i różne punkty usługowe. Projekt budynku powstał w pracowni wrocławskiego Miastoprojektu w roku 1958, wykonany przez zespół w składzie: Edmund Frąckiewicz, Jadwiga Grabowska-Hawrylak oraz Igor i Maria Tawryczewscy. Budowa trwała dwa lata – od roku 1959 do roku 1961. Początkowo był to wieżowiec dziewięciokondygnacyjny jednak w roku 1961 zdecydowano o dobudowaniu dziesiątej kondygnacji.

## Opis
Elewacja budynku charakteryzuje się podziałami horyzontalnymi, składa się z ciągłych naprzemianległych pasów okien i przegród podokiennych, uzupełnionych przemiennym rytmem balustrad balkonowych, pierwotnie przegrody podokienne miały falistą fakturę eternitu, jednak w czasie remontu elewacji w roku 2006 materiał ten został usunięty. Krótsze wschodnie skrzydło budynku jest obrócone od całości o kąt 120°, dzięki czemu jego oś jest równoległa do ulicy Marii Curie-Skłodowskiej, takie rozwiązanie nawiązuje do pierwotnego układu zabudowy Placu Grunwaldzkiego. Wewnątrz budynku zastosowano nowatorskie rozwiązanie – wbudowane meble i przesuwane drzwi, co umożliwiało mieszkańcom dowolne kształtowanie przestrzeni.
W roku 1961 w pierwszym plebiscycie na Wrocławski Dom Roku, budynkowi temu nadano tytuł Dom Roku 1960.

## Galeria

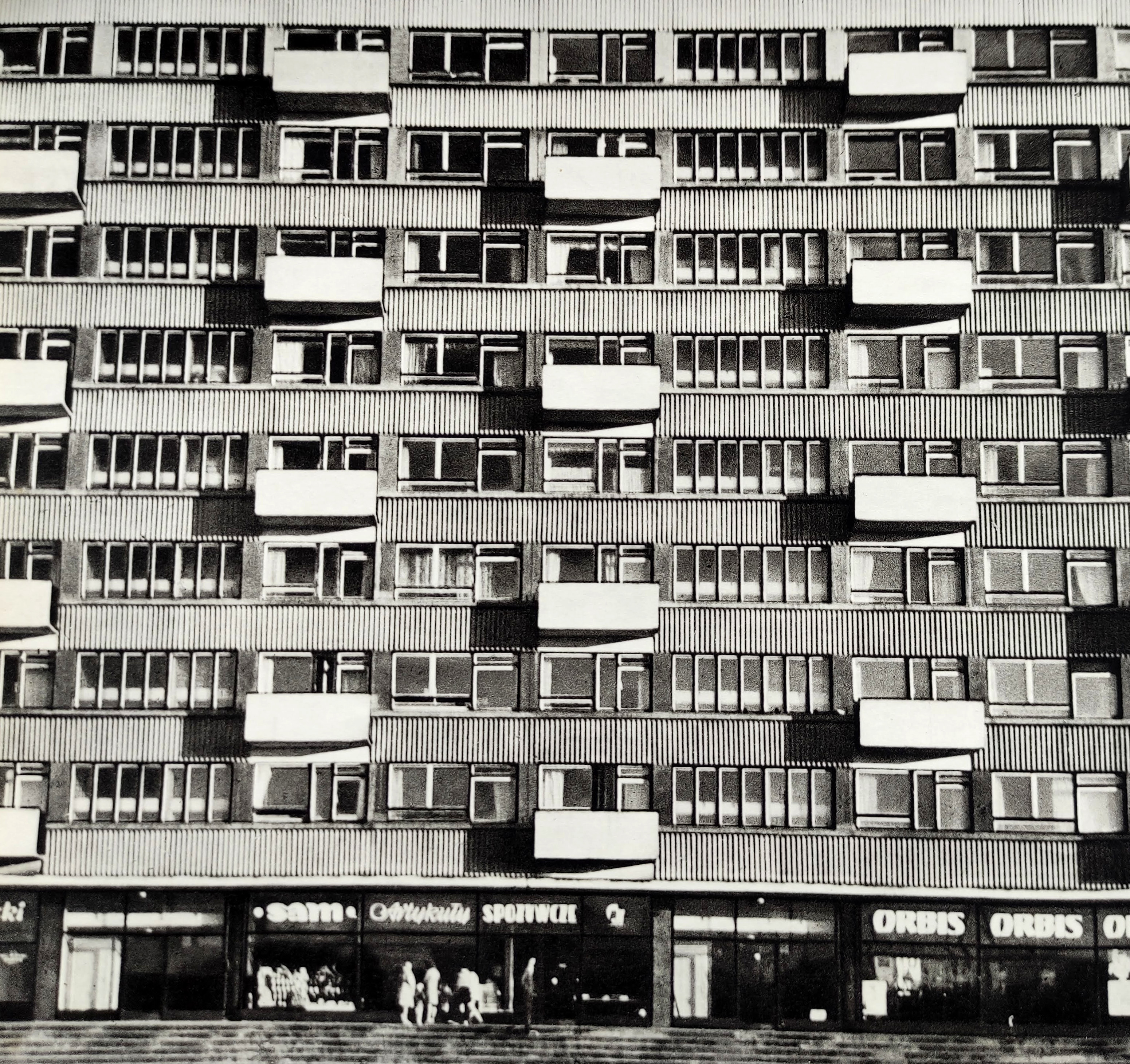
Zbliżenie na elewację i przyziemie budynku
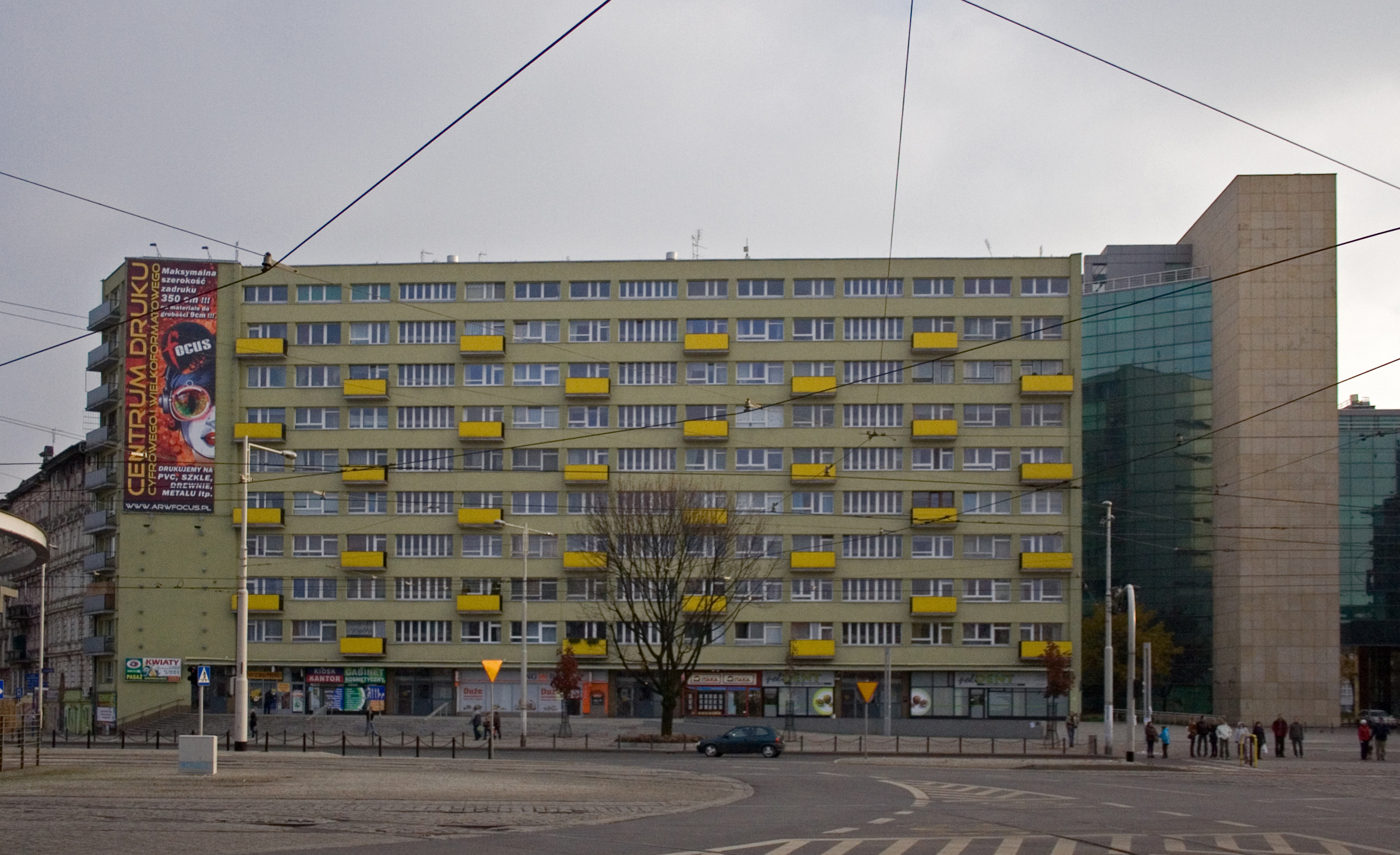
Widok od strony północnej
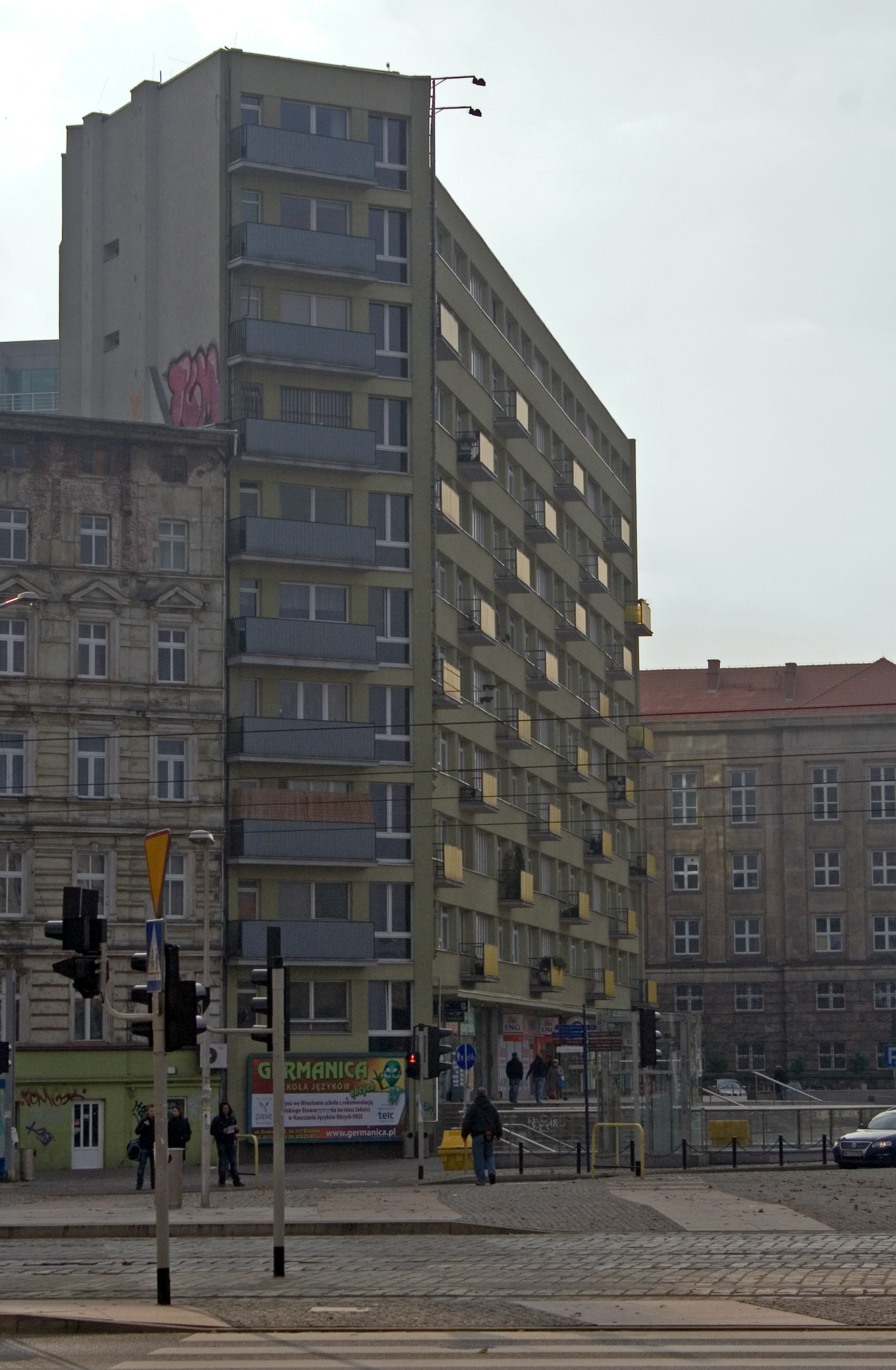
Skrzydło wschodnie
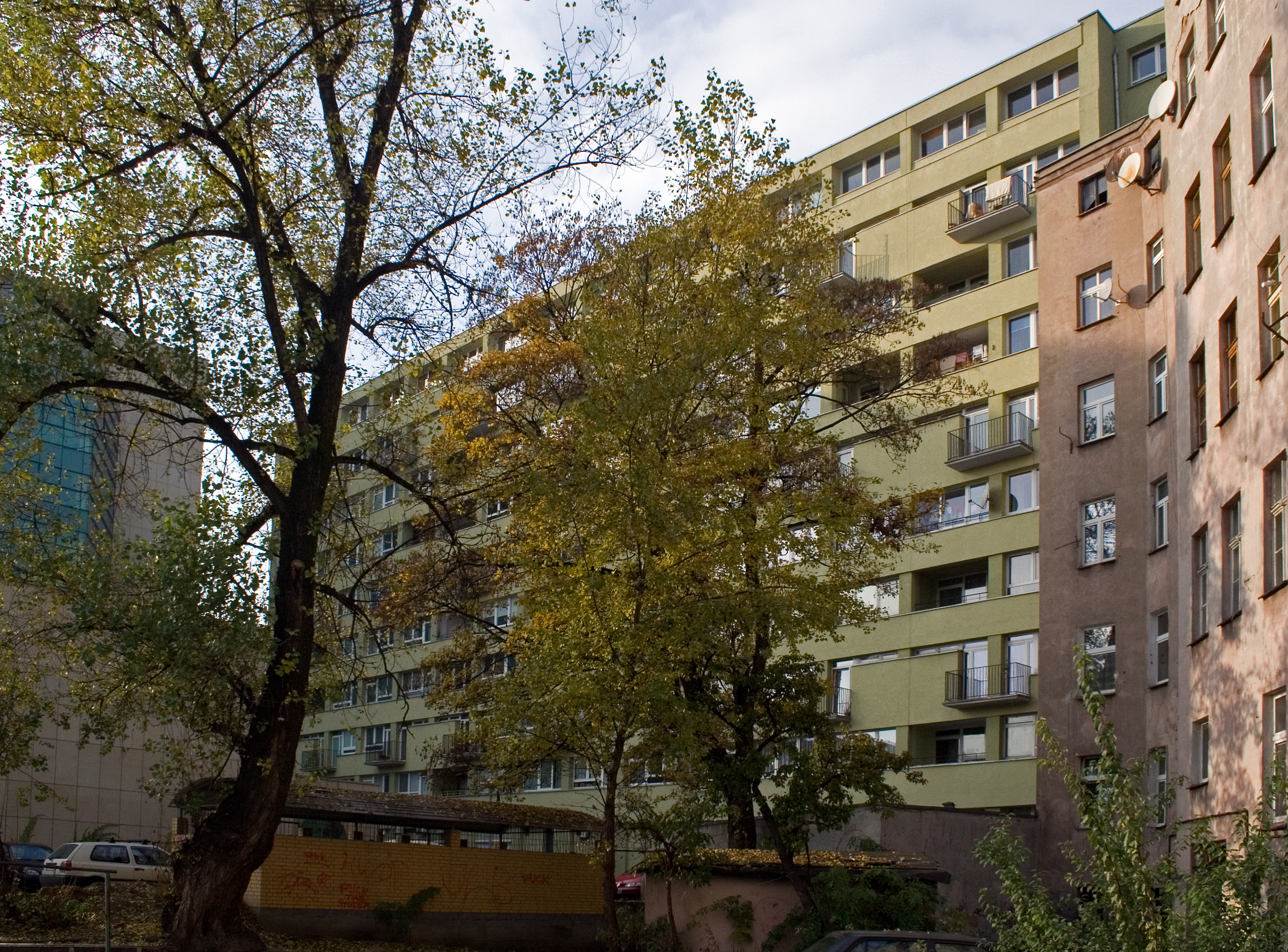
Widok od podwórza